# Ольшевниця (гміна Боркі)
Ольшевниця (пол. Olszewnica) — село в Польщі, у гміні Борки Радинського повіту Люблінського воєводства.
Населення — 392 особи (2011).
У 1975-1998 роках село належало до Люблінського воєводства.

## Демографія
Демографічна структура станом на 31 березня 2011 року:
|          | Загалом | Допрацездатний вік | Працездатний вік | Постпрацездатний вік |
| -------- | ------- | ------------------ | ---------------- | -------------------- |
| Чоловіки | 200     | 44                 | 138              | 18                   |
| Жінки    | 192     | 41                 | 99               | 52                   |
| Разом    | 392     | 85                 | 237              | 70                   |